# Guerra di Giava
La guerra di Giava (in olandese Java Oorlog, in giavanese Perang Diponegoro o guerra di Diponegoro) venne combattuta sull'isola di Giava fra il 1825 ed il 1830.  Essa può essere considerata un ottimo esempio di guerra di controguerriglia combattuta e vinta da un esercito europeo in Asia.

## Premesse del conflitto

### L'occupazione inglese di Giava 1811-1816
Sin dal '600, l'isola di Giava aveva rappresentato la principale base coloniale della Compagnia Olandese delle Indie Orientali.  Liquidata questa, il 1º gennaio 1800, essa era passata in diretta proprietà della Repubblica Batava, poi trasformata nel Regno d'Olanda.  Annesso quest'ultimo al Primo Impero francese di Napoleone Buonaparte, Giava divenne l'obiettivo di una spedizione inglese, comandata dall'ottimo generale Auchmuty, che si impossessò dell'isola il 28 agosto 1811.

### L'amministrazione inglese di Giava
Nei cinque anni successivi, l'amministrazione venne affidata a Sir Thomas Raffles, un brillante funzionario della Compagnia Inglese delle Indie Orientali, il quale immaginava che l'isola non sarebbe mai stata resa all'Olanda.  Ragion per cui si prodigò per incrementare le entrate fiscali e per fare entrare la popolazione in un circuito monetario: sino a quel momento, infatti, la Compagnia Olandese si era limitata ad acquistare i prodotti agricoli destinati all'esportazione dai diversi signori locali giavanesi, i quali li ottenevano dai contadini come compenso per l'uso delle terre, secondo un sistema simile alla nostra mezzadria. Sir Thomas Raffles, al contrario, impose ai contadini il pagamento di una tassa in denaro: dal momento che questi non ne disponevano, dovettero ricorrere in massa a prestiti usurari, generalmente presso prestatori di origine cinese.
Non solo, nel 1812 Sir Thomas Raffles aveva anche imposto un dazio all'ingresso dei mercati, la cui riscossione veniva, anch'essa, affidata ad appaltatori cinesi.

### Il ritorno del governo olandese
Tale assetto non mutò nemmeno quando Giava venne resa ai Paesi Bassi, nel 1816 ed ai sensi del Trattato anglo-olandese del 1814. Il restaurato governo olandese necessitava, infatti, di vasti fondi per finanziare la ricostruzione dell'antico monopolio commerciale, messo peraltro in crisi dalla fondazione della nuova colonia britannica di Singapore. Essa aveva portato ad una piccola crisi internazionale, risolta con la firma del Trattato anglo-olandese del 1824: questo, peraltro, garantendo ai Paesi Bassi un'enorme sfera di influenza esclusiva sull'intero arcipelago indonesiano, rese necessari ulteriori investimenti militari, volti a trasformare i diritti in controllo effettivo.
Non solo, più o meno contemporaneamente al Trattato, il governatore generale olandese van der Capellen (un politico, già ministro dell'interno del Regno d'Olanda), aggravò ulteriormente la situazione vietando di affittare direttamente le proprie terre ad Europei e Cinesi.  Questi ultimi, infatti, tendevano a sostituire le tradizionali culture alimentari con ben più remunerativi prodotti da esportazione (caffè, pepe, indaco, talora zucchero), creando grande scontento fra i contadini.  Tuttavia, veniva così a mancare un'importante fonte di reddito per la nobiltà giavanese, che manifestò un grave malcontento.

### La diffusione dello scontento dei Giavanesi
In definitiva, verso il 1825 l'amministrazione coloniale era riuscita nel non facile tentativo di scontentare tutti i Giavanesi: i contadini, per le alte tasse ed i dazi, riscossi dai pubblicani Cinesi; l'aristocrazia per il divieto a rendere remunerative le proprie proprietà.
Tale, già grave, contesto venne ulteriormente esacerbato dalla siccità degli anni 1821, 1822 e 1824, nonché dall'epidemia di colera e dalle inondazioni del 1823.
Come risultato, aumentarono vistosamente gli assalti ai pubblicani cinesi e scoppiò pure un'aperta rivolta, a Bagalen nel 1822, che l'amministrazione coloniale fu lesta a reprimere.  Ad una più grave conflagrazione mancava solo una guida autorevole e determinata.

## Ilcasus belli

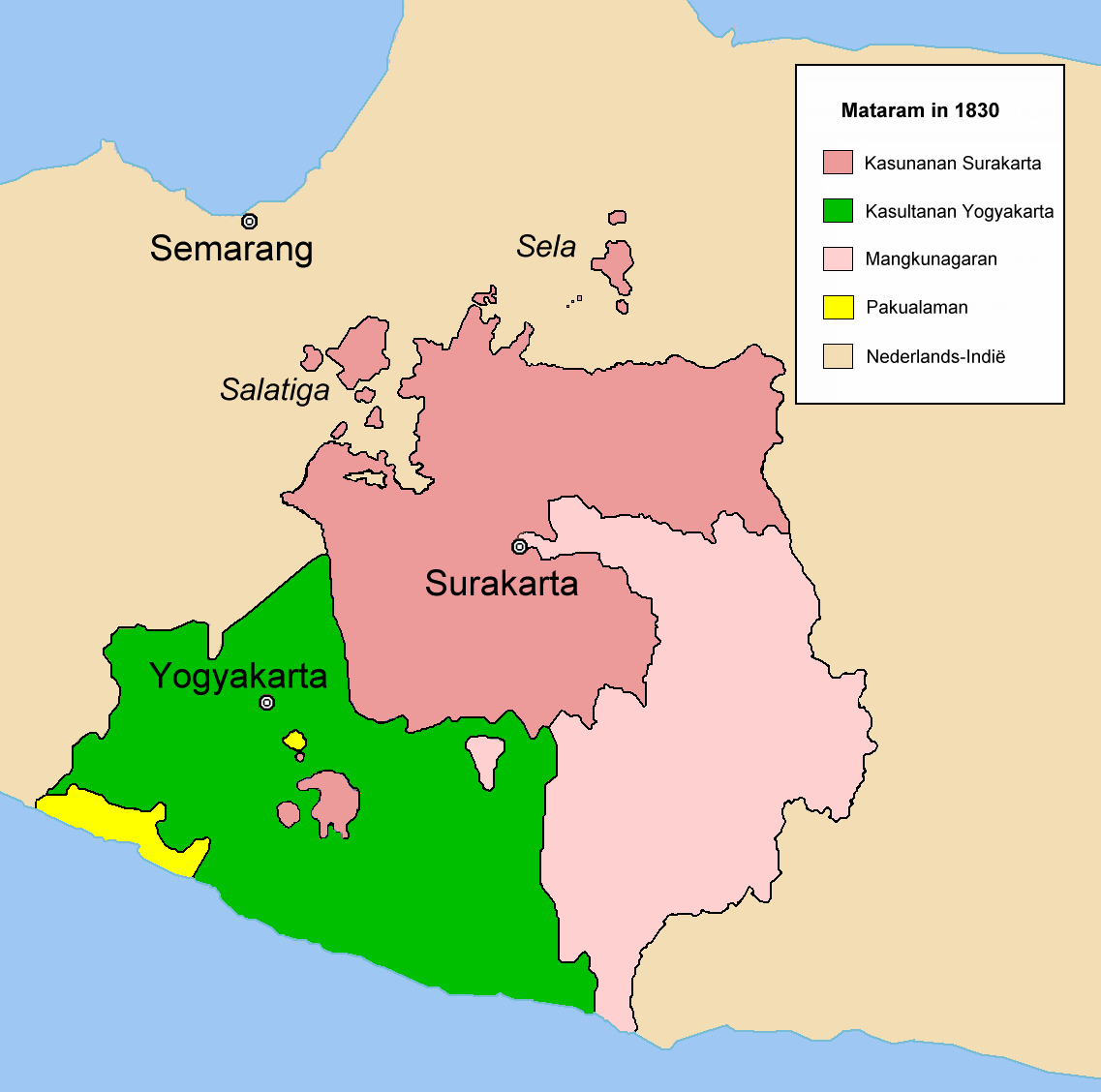
Il Sultanato di Yogyakarta

### Il principe Diponegoro
Essa venne offerta da una delle più illustri case reali dell'isola: quella dei sultani di Yogyakarta:  una città che disponeva di una corte interamente giavanese retta dal sultano 'Sri Sultan Hamengku Buwono III'. Figlio maggiore del sultano era il principe Diponegoro. Questi era persona rispettata e matura (era nato l'11 novembre 1785), ma aveva alcun diritto di succedere al padre, in quanto la madre non era regina, ma solo la concubina del sultano.
Diponegoro era cresciuto lontano dalla corte, nelle terre di famiglia, ed ebbe come precettori dei maestri che gli impartirono un'istruzione rigidamente islamica. Un fatto abbastanza curioso a corte, ufficialmente musulmana ma fattualmente pervasa, come l'intera isola, da un vivace sincretismo religioso che non trascurava l'antica religione pagana giavanese. Lo stesso Diponegoro, d'altra parte, dichiarò di essersi convinto del proprio destino manifesto a seguito di un incontro, fra il 1805 ed il 1808, sulle coste dell'Oceano Indiano, con la Dea del Mare, Kangjeng Ratu Kidul: questa gli avrebbe vaticinato un futuro da re di Giava, identificandolo con Ratu Adil, una figura della mitologia indigena corrispondente ad una messianica "Giusta Guida".

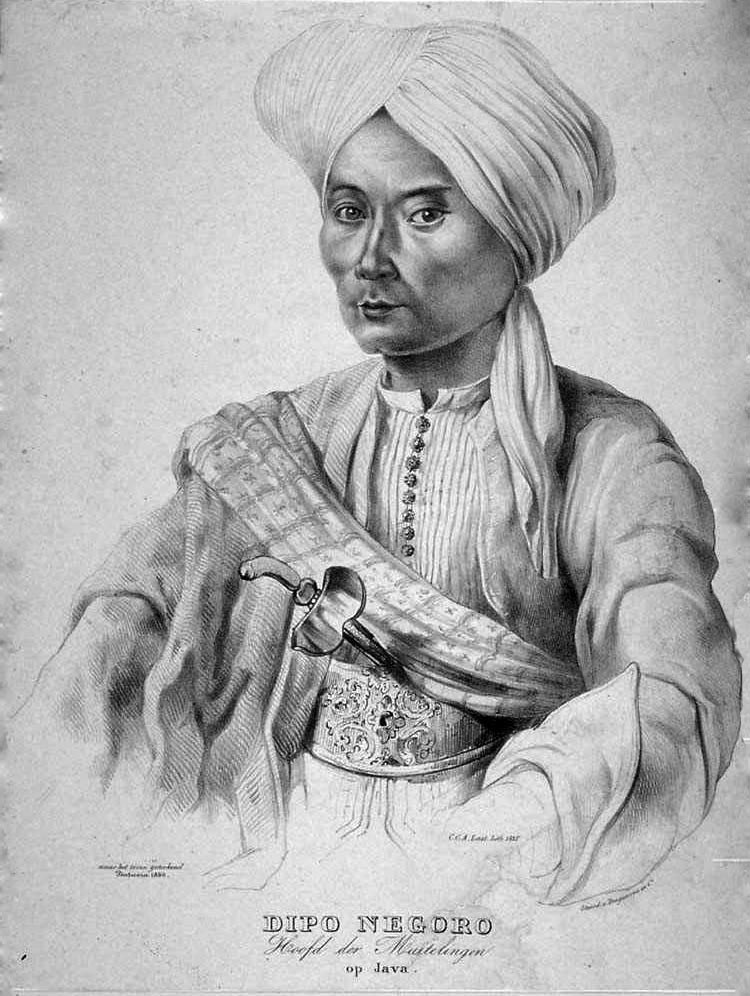
Ritratto del principe Diponegoro, ca.1835

### Morte del padre sultano
Nel 1814 a Yogyakarta era morto il padre naturale di Diponegoro, Hamengku Buwono III, e gli era succeduto un figlio legittimo, Hamengku Buwono IV. Il potere effettivo era esercitato dalla di lui madre, Ratoe Iboe, e dal di lei protetto, Danoeredjo. Essi adottarono uno stile di vita maggiormente all'europea e diedero appoggio alla politica del residente olandese, Nahuys van Burgst giunto nel 1816, interessato a favorire l'affitto dei possedimenti reali ad Olandesi e Cinesi per svilupparvi coltivazioni commerciali. Il loro potere venne definitivamente assicurato nel dicembre 1822, con la morte del giovane sultano, sostituito dal figlio Hamengku Buwono V, un bambino di tre anni.
Diponegoro era contrario alla politica degli affitti e si dichiarava scandalizzato dell'abbandono dei tradizionali costumi giavanesi.  Trovò, forse, un segno di approvazione ultraterrena, nell'eruzione del vulcano Merapi.  Mancava, ancora, il casus belli.

### La scintilla
Esso venne offerto dalla decisione del nuovo residente olandese a Yogyakarta, lo Smissaert, di realizzare una "strada postale" (Postweg) fra Yogyakarta e Magelang. Caso volle che il tracciato prescelto attraversasse certi terreni di proprietà del Principe, presso Tegal Rejo (o Tegalredja). Il responsabile dei lavori era il protetto della regina madre, Danoeredjo: tanto ostile al principe Diponegoro da ordinare, in segno di scherno, di tracciare la strada al di sopra delle tombe di taluni dei suoi avi.
Inevitabilmente si ebbero degli scontri, a seguito dei quali Diponegoro si rifugiò nella sua tenuta e mandò a chiedere allo Smissaert di licenziare il rivale Danoeredjo.

### Il primo scontro
Smissaert rifiutò di accogliere la richiesta, ma mandò a negoziare lo zio del Diponegoro, il principe Mangkoeboemi.  Questi anziché portare a termine la missione, si unì al nipote.  A quel punto Smissaert fu lesto a reagire, muovendo una colonna sulla residenza del principe a Tegal Rejo.  Qui giunti, il 20 luglio 1825, essi posero un breve assedio, presero la residenza e le diedero fuoco.  Ma Diponegoro era fuggito con la famiglia ed aveva potuto rifugiarsi a Selarong, cinque chilometri ad ovest di Bantul.

## Prima fase della guerra: movimenti di masse

### Consenso popolare alla rivolta
All'inizio le truppe del principe Diponegoro ebbero grande successo: la metà della nobiltà giavanese e la popolazione giavanese sosteneva la causa del principe, anche perché il principe cominciò ad essere identificato con il mitico Ratu Adil. In ogni caso egli lasciò credere di essere stato scelto dal potere divino per condurre una guerra santa: e si comportò di conseguenza, atteggiandosi a 'capo musulmano' e prendendosela con gli "infedeli" maggiormente indifesi: i Cinesi, conosciuti come commercianti ed esattori, che vennero massacrati in gran numero.

### I ribelli all'offensiva
Sul piano militare, il Principe debuttò con un ambizioso tentativo di recuperare l'intero territorio del sultanato del padre: assunse rapidamente il controllo della parte centrale di Giava e giunse ad assalire la stessa capitale del piccolo Sultanato del defunto padre, Yogyakarta. Qui il residente olandese Smissaert e la piccola scorta di 220 soldati olandesi, riuscirono, a mala pena, a mettere in salvo il nuovo sultano ed il suo tesoro nella fortezza. Mentre la nuova autorità si affermava nel contado, incendiando gli edifici olandesi ed alle fattorie (in giavanese desa) dei notabili indigeni ostili alla ribellione.  Le piccole guarnigioni coloniali non erano in condizione che di asserragliarsi e restare sulla difensiva.

### Gli Olandesi attribuiscono il comando al generale de Kock

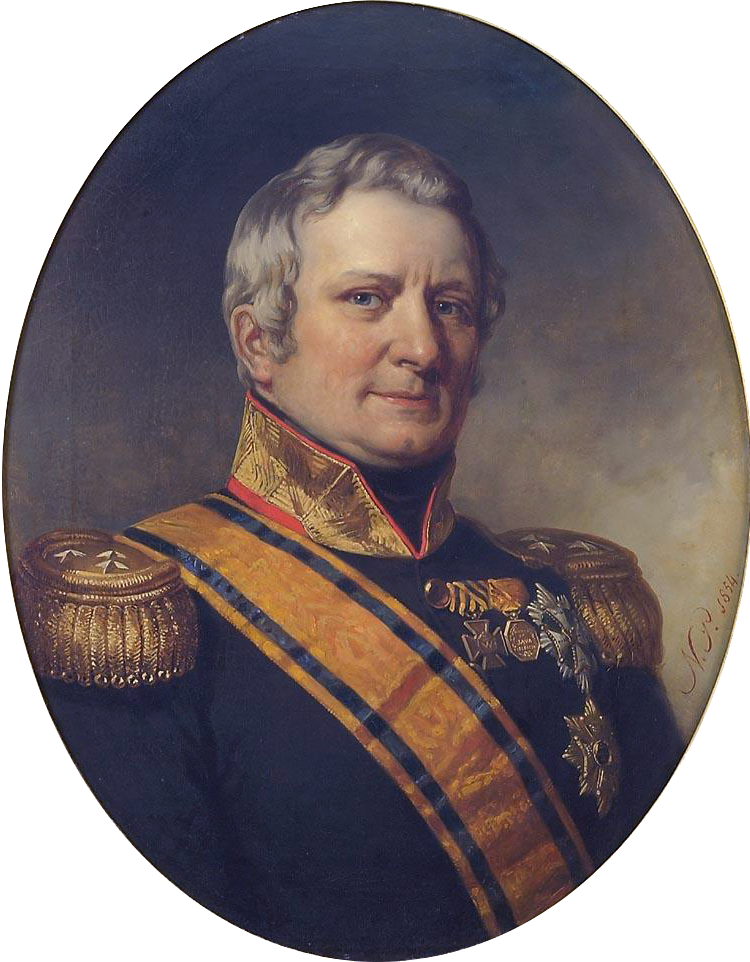
Il generale de Kock, nel 1854

In quella primissima fase, le autorità coloniali olandesi si mostrarono incerte: mancavano di una strategia coerente e non erano certi della serietà delle intenzioni del Principe. Avevano, però, a disposizione un buon ufficiale, Hendrik Merkus de Kock, che già aveva servito a Giava: nel 1808 era divenuto responsabile della parte orientale della colonia e, nel 1809 era stato promosso brigadiere generale della divisione di Semarang. Dopo la riconsegna delle colonie nel 1816, venne nominato comandante delle forze olandesi nelle Indie Orientali: cominciò pacificando le Molucche, per poi vincere il sultano di Palembang, nel 1822. Venne allora promosso tenente-generale e ebbe la responsabilità delle truppe su Giava.
Al sopraggiungere della notizia della rivolta, il 26 luglio 1825, egli venne nominato dal van der Capellen commissario governativo per i possedimenti reali, che costituivano il principale motivo del contendere.

### Gli Olandesi sbloccano le città assediate
Dapprincipio de Kock non era in grado di assumere alcuna iniziativa, dal momento che il grosso dell'esercito coloniale, al comando del maggiore-generale J.J. van Geen, era impegnato in una spedizione contro il porto di Bone, nel nord di Célèbes.
Essa rientrò appena in tempo per marciare su Semarang, che stava per essere investita da 10 000 armati ribelli.  Di seguito, il 25 settembre 1825, anche il forte di Yogyakarta poté essere liberato dall'assedio.

### De Kock tenta un accordo con Diponegoro
E, subito, licenziò il residente Smissaert: una prova che l'inizio della rivolta era legata, essenzialmente, ad una causa politico-dinastica, che gli Olandesi avrebbero potuto assai meglio gestire.  Cosa che il De Kock aveva, evidentemente, in animo di fare, tanto che inviò messi a Diponegoro, invitandolo ad un negoziato.  Ma ne ebbe un rifiuto.

### Fallito tentativo di incontrare Diponegoro in una grande battaglia
A quel punto, de Kock decise di chiudere la partita: muovendo un fortissimo contingente su Selarong, il rifugio di Diponegoro.  Qui giunto non incontrò che contadini in fuga ed un villaggio appena dato alle fiamme.  Né gli fu possibile catturare nessun ribelle od ottenere alcuna informazione.

## Seconda fase della guerra: guerriglia

### Diponegoro opta per una guerra di guerriglia
L'episodio fu il debutto di una lunga guerra di guerriglia: Diponegoro conduceva imboscate e bloccava i rifornimenti ai presidi olandesi, una sequela di piccoli scontri che non permettevano all'esercito coloniale di dispiegare la propria superiorità bellica.  Ciò che, anzitutto, ne produceva il progressivo logoramento, amplificando gli effetti del colera e delle malattie tropicali. Inoltre rendeva manifesto all'intera isola di Giava che gli Olandesi non erano invincibili.

### Cattura e massacro di alcuni principi giavanesi
Quest'ultima impressione venne amplificata dalla cattura, il 30 luglio 1826, di alcuni principi Jogjan (ovvero di Yogyakarta, traslitterata, a volte, in Jogjakarta). Due guardie del sultano Hamengku Buwono V e, soprattutto, la scorta di sessanta soldati olandesi venne quasi interamente massacrata, salvo pochi che riuscirono a fuggire.
L'episodio, esemplificativo del genere di conflitto che venne combattuto nei primi anni della guerra, si arricchì di significato allorché una guida spirituale musulmana, tal Kyai Madja, un fanatico che interpretava lo scontro con gli Olandesi unicamente in termini di guerra santa, indusse Diponegoro ad assassinare tutti i principi prigionieri.

### Radicalizzazione degli obiettivi della guerra
Con ciò, Diponegoro, rese evidente erga omnes che la sua guerra non mirava a rinegoziare con il potere coloniale olandese un assetto più favorevole per le aristocrazie giavanesi, delle quali egli pure era importante esponente.  Al contrario, nella migliore delle ipotesi, egli ormai mirava a rovesciare tanto l'uno quanto le altre.  Nella peggiore, egli pensava realmente di personificare Ratu Adil o almeno il protetto di Allah.

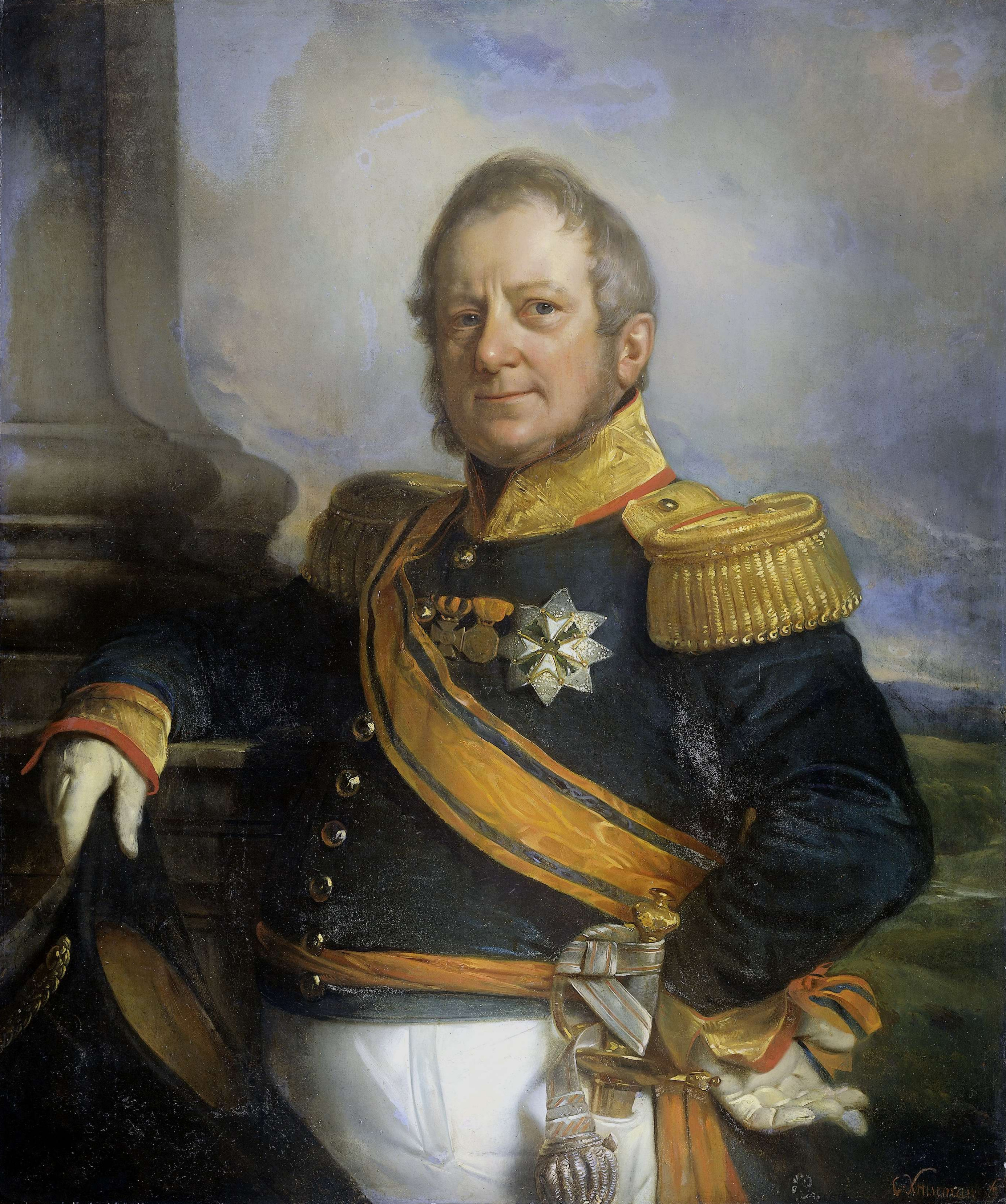
Il generale de Kock, ca.1850

### Tentativo olandese di rifidelizzare le aristocrazie giavanesi
In ogni caso, l'esplicita dissociazione di Diponegoro dalle aristocrazie offriva agli Olandesi un insperato margine di manovra.  Che de Kock cercò di sfruttare: ottenne dal governo di Batavia che venisse richiamato Hamengku Buwono II. Il rientro mirava a due possibili vantaggi: anzitutto il vecchio era stato mandato in esilio nella colonia inglese di Penang sin dal 1812, su ordine dell'allora luogotenente-governatore Raffles, ai tempi dell'occupazione inglese di Giava. Il suo rientro rappresentava, quindi, una mano tesa all'aristocrazia giavanese da parte degli Olandesi, nella speranza di poter ricostruire quell'alleanza che aveva rappresentato, a lungo, l'architrave della politica interna della Compagnia Olandese delle Indie Orientali, sull'Isola di Giava. In secondo luogo, l'esiliato era nonno paterno del ribelle Diponegoro, e non si potevano escludere che quest'ultimo avrebbe mostrato maggiore rispetto.
Le speranze del de Kock vennero solo in parte deluse: Hamengku Buwono II rientrò a Yogyakarta e venne reinsediato come Sultano, già nel settembre 1826.  Morì di lì a poco, all'inizio del 1828 e non mosse i sentimenti popolari (quelli ai quali Diponegoro esplicitamente mirava), ma, lo stesso, le aristocrazie avevano ormai chiaro dove risiedessero i propri reali interessi.

### Gli Olandesi si adattano ad una guerra di contro-guerriglia
de Kock era, quindi, a metà dell'opera: aveva disegnato un quadro politico potenzialmente adeguato.  Mancava, ancora, di una strategia militare. Sinché egli non si decise di accettare la guerra che gli veniva imposta dal Diponegoro e adottò la strategia tipiche di una guerra di contro-guerriglia:
- riorganizzò la truppa in sei, e più tardi dieci, raggruppamenti di circa 700 soldati ciascuna: delle colonne mobili che venivano inviate per il contado, lì dove veniva segnalata la presenza dei partigiani del Diponegoro.  Si impossessavano dei villaggi e delle fattorie e le incendiavano, dopo averle saccheggiate: una sorte che toccò a gran parte della parte centrale di Giava.  Ciò provocò un numero enorme di vittime civili, forse 200 000, per la maggior parte contadini affamati per la perdita dei raccolti.
- nelle zone 'ripulite' venne eretta una rete di strutture fortificate, ben munite di truppa:pare sino a 100, al termine della guerra. Esse servivano da rifugio della popolazione e da protezione dei mercati locali, entrambi altrimenti esposti alle incursioni dei ribelli. Col che si riuscì a limitare i movimenti dei ribelli.
- pose una taglia sul principe, per l'allora non piccola somma di 50 000 fiorini[6].
- l'esercito coloniale, infine, si accresceva viepiù, inserendo nei propri ranghi truppe minahasa dal nord di Célèbes e truppe giunte direttamente dalla madrepatria. Non mancarono soldati africani nelle proprie colonie della Costa d'Oro, ricordati dai Giavanesi "Olandesi Neri" ("Belanda Hitam").

## Terza fase della guerra: la sconfitta di Diponegoro

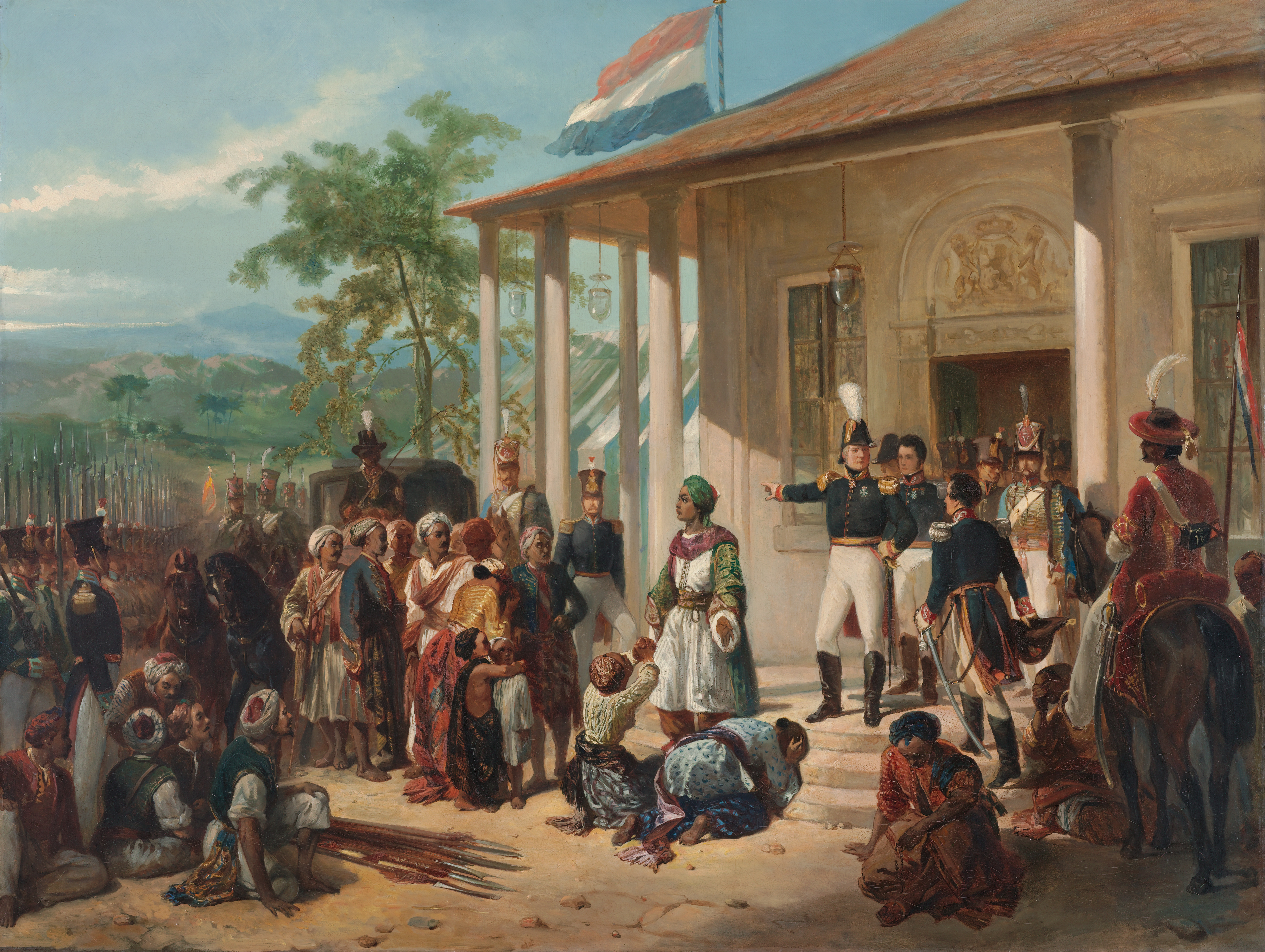
La sottomissione del Principe Dipo Negoro al generale De Kock

### Progressiva riduzione del territorio 'liberato'
Tagliato fuori da sempre più basi di rifornimento, Diponegoro aveva crescenti difficoltà a rifornire e tenere in arme le proprie truppe.  E le sue requisizioni a danno dei villaggi si fecero più frequenti.
Né mancò una mossa politica: nel marzo 1828 diede appuntamento a migliaia di sostenitori in una zona fra i fiumi Progo e Bagawanta, per assistere alla sua proclamazione a sultano dell'intera Giava. Non solo essa era mal pensata, in quanto dimostrava, ancora una volta, la natura decisamente estremistica (e, nelle circostanze date, decisamente irrealistica) del suo programma politico.
Peraltro, la cerimonia si trasformò in un disastro anche tattico, in quanto, nel bel mezzo dei festeggiamenti, si presentò una colonna olandese, e Diponegoro riuscì a mala pena a fuggire.

### Defezioni
Che il contesto della guerra stesse volgendo decisamente al peggio era ormai chiaro a tutti e, presto, vennero le defezioni: nel novembre del 1828 si Kyai Madja aprì le porte agli Olandesi nel settembre del 1829 si arrese il principe Mangkoeboemi (lo stesso che si era unito alla ribellione sin dal primo giorno).  Un mese più tardi, Sentot Ali Basha, uno dei più abili capi guerriglieri, fu catturato con un tranello dal de Kock e inviato in esilio a Bengkulu, nell'isola di Sumatra orientale dove, dopo aver tentato di unirsi alla rivolta del Sultano di Palenbang contro gli olandesi, fu nuovamente imprigionato. Morì il 17 aprile del 1855 senza aver più rivisto i suoi cari e la sua città natale Madiun.

### Cattura di Diponegoro
La ribellione ebbe, infine, termine nel 1830. Nel febbraio Diponegoro fece riferire al De Kock la propria intenzione di trattare. Sicuramente, il 16 febbraio venne visitato dal colonnello Cleerens, e venne convenuto un incontro nella città di Magelang.
Qui giunto, il 28 marzo il Principe incontrò il generale de Kock. Il primo chiedeva l'incolumità per sé e per diverse centinaia dei suoi seguaci, soprattutto egli doveva essere riconosciuto sultano e capo dei musulmani dell'intera Giava: richieste che il generale poté descrive, semplicemente ma obiettivamente, come idiote.
De Kock si sentì, quindi, libero di dichiararlo suo prigioniero, mentre il colonnello Du Perron provvedeva a neutralizzare le truppe al suo seguito.

## Lunga prigionia e morte di Diponegoro
Il 5 aprile Diponegoro venne imbarcato sulla nave Pollux ed inviato a Batavia.  Il 30 aprile il governatore Van den Bosch stabilirono di esiliarlo, insieme alla moglie ed ai più stretti seguaci, a Manado, nel nord dell'isola di Célèbes.
Nel 1834 egli venne trasferito al Forte Rotterdam di Makassar, nel sud di Célèbes, dove morì l'8 gennaio 1855.

## Conseguenze del conflitto

### Abbandono del sistema di sfruttamento agricolo introdotto dagli Inglesi
La fine della guerra di Giava inaugurò un nuovo periodo di pace, che permise al governo coloniale olandese di riorganizzare lo sfruttamento economico dell'isola.
Il governatore van den Bosch inaugurò un sistema di coltivazioni forzate (cultuurstelsel) che imponeva ai contadini giavanesi di scegliere fra riservare un quarto delle proprie terre a coltivazioni commerciali (ovvero merci da esportazione) il cui prodotto veniva riversato al governo, ovvero un quarto del suo tempo a lavorare in piantagioni governative.

### Cooptazione delle aristocrazie giavanesi
Al contempo, gli Olandesi si fecero più prudenti nelle proprie relazioni con l'aristocrazia giavanese.  Per compensare le perdite economiche che ad essa derivavano dalla limitazione degli effetti delle terre, gli Olandesi presero a reclutare membri delle famiglie nobili per occupare posti nella moderna amministrazione che cominciavano ad installare. Questi funzionari, oltre al normale compenso, ricevevano una percentuale sui raccolti ed i prodotti delle piantagioni.

### Indebolimento dell'apparato militare nella madrepatria
Il prolungamento del conflitto era costato molto agli Olandesi: 8 000 morti (le fonti indonesiane parlano di 15 000 morti) e un aumento del debito della colonia da 20 a 40 milioni di fiorini.

La necessità di inviare rinforzi dalla madre patria, inoltre, ebbe, forse, qualche ruolo nell'impedire a Guglielmo I dei Paesi Bassi una pronta reazione allorché, nell'agosto 1830, scoppiò a Bruxelles una rivolta: il primo dei molti avvenimenti, generalmente ricordati come la Rivoluzione belga, che portarono alla separazione dell'attuale Belgio dai Paesi Bassi.

### Ripresa delle guerre espansionistiche nell'arcipelago indonesiano
Sicuramente, la pacificazione di Giava e la conclusione delle guerre con il Belgio, permisero al governo di Guglielmo I di dedicarsi alla sottomissione degli altri stati indigeni di Sumatra (specie il sultanato di Palembang e la guerra dei Paderi), Borneo (sultanato di Pontianak), così come le altre isole dell'arcipelago indonesiano, rientranti nella loro sfera di influenza a seguito del Trattato anglo-olandese del 1824.

## Fonti
- Netherlands Java War 1825-1830, su onwar.com. URL consultato il 31 marzo 2008 (archiviato dall'url originale il 30 settembre 2007).
- Carey, P.B.R. Babad Dipanagara : an account of the outbreak of the Java War (1825-30) : the Surakarta court version of the Babad Dipanagara Kuala Lumpur: Printed for the Council of the M.B.R.A.S. by Art Printing Works, 1981. Monograph (Royal Asiatic Society of Great Britain and Ireland. Malaysian Branch); no.9.
- Sagimun M. D. Pangeran Dipanegara : pahlawan nasional [Jakarta] : Proyek Biografi Pahlawan Nasional, Departemen Pendidikan dan Kebudayaan, 1976. (In Indonesian)
- The Java War and the start of the culture system, indahnesia.com, .

1. ↑  Sasana Wiratama museum / Diponegoro monument, .
2. ↑  The Java War and the start of the culture system, indahnesia.com, op. cit..
3. ↑  Le circostanze dell'arroccamento, vengono descritte in un dispaccio urgente dello Smissaert, scritto il 10 agosto 1825.  Cfr.: The Java War and the start of the culture system, op. cit..
4. ↑  O Sultano Sepuh, o Hamengkoeboewono II, a seconda delle trascrizioni.  Rif.: The Java War and the start of the culture system, op. cit..
5. ↑  The Java War and the start of the culture system, op. cit..
6. 1 2  Sasana Wiratama museum, op. cit..
7. ↑  Fu sgradevole per me, benché me le aspettassi, che egli venisse con delle richieste così idiote, Rif.: The Java War and the start of the culture system, op. cit..